# Who Do You Think You Are
„Who Do You Think You Are“ е четвъртият сингъл на английската поп група Spice Girls, издаден на 3 март 1997.
Песента се задържа на първо място в класацията за сингли на Великобритания UK Singles Chart.

## Списък

### Британско, Австралийско, Европейско (част 2), Бразилско, Южноамериканско CD и Дигитално EP (част 2)
1. „Who Do You Think You Are“ (радио версия) – 3:44
2. „Mama“ (радио версия) – 3:40
3. „Who Do You Think You Are“ (Morales Club Mix) – 9:30
4. „Who Do You Think You Are“ (Morales Dub Mix) – 7:00

### Френско CD
1. „Who Do You Think You Are“ (радио версия) – 3:44
2. „Who Do You Think You Are“ (инструментал) – 3:44

### Британски 12 промо vinyl сингъл
A1 „Who Do You Think You Are“ (Morales Club Mix) – 9:30
B1 „Who Do You Think You Are“ (Morales Club Dub) – 7:00
B2 „Who Do You Think You Are“ (Morales Bonus Mix) – 4:40

### Италиански 12 vinyl сингъл
A1 „Who Do You Think You Are“ (Morales Club Mix) – 9:30
A2 „Who Do You Think You Are“ (Morales Bonus Mix) – 4:40
B1 „Mama“ (албумна версия) – 5:03
B2 „Who Do You Think You Are“ (Morales Club Dub) – 7:00